# コンセッソンエス・ロドビアリア
コンセッソンエス・ロドビアリア（CCR - Companhia de Concessões Rodoviárias）は、ブラジル・サンパウロに本社を置く州間高速道路の料金授受を行う持株会社である。11路線1,923kmの有料道路を管理下に置き、その内、6本の高速道路（AutoBAn、NocaDutra、Ponte Rio-Niteroi、Rodonorte、ViaOeste、Via Lagos）を保有している。
また、サンパウロ市内において、子会社のViaQuatroを介して、サンパウロ地下鉄4号線を管理している。
株式は、BM&F Bovespaに公開している。